# Обыкновенные миноги
Обыкновенные миноги (лат. Lampetra) — род бесчелюстных из семейства миноговых (Petromyzontidae). Многие виды съедобны.
На май 2018 года в род включают 12 видов:
- Lampetra aepyptera (Abbott, 1860) — Американская ручьевая минога
- Lampetra alavariensis Mateus, Alves, Quintella & Almeida, 2013
- Lampetra auremensis Mateus, Alves, Quintella & Almeida, 2013
- Lampetra ayresii (Günther, 1870) — Американская речная минога, или американская проходная минога
- Lampetra fluviatilis (Linnaeus, 1758) — Речная минога
- Lampetra hubbsi (Vladykov & Kott, 1976)
- Lampetra lanceolata Kux & Steiner, 1972 — Ланцетовидная минога, или черноморская минога
- Lampetra lusitanica Mateus, Alves, Quintella & Almeida, 2013
- Lampetra pacifica Vladykov, 1973
- Lampetra planeri (Bloch, 1784) — Европейская ручьевая минога
- Lampetra richardsoni Vladykov & Follett, 1965 — минога Ричардсона, или западная ручьевая минога
- Lampetra soljani Tutman, Freyhof, Duli, Glamuzina & Geiger, 2017

Восточная ручьевая минога (Lampetra lamottenii), ранее включавшаяся в этот род, синонимизирована с малой речной миногой (Lethenteron appendix).